# Pilot 737 SE
Pilot 737 SE är en svensk lotsbåt som byggdes 1994 som Tjb 737 av Boghammar Marin AB, Lidingö till Sjöfartsverket i Norrköping. Tjb 737 stationerades vid Malmö lotsplats. 2005 döptes båten om till Pilot 737 SE.